# José Luis Castillo
José Luis Castillo (Empalme, 14 dicembre 1973) è un pugile messicano.
Soprannominato El Temible è stato campione WBC pesi leggeri. Celebre anche i suoi due match con Diego Corrales. Attualmente ha un record di 60-9-1 con 52 vittorie arrivate per KO.